# Schizotricha pacificola
Schizotricha pacificola is een hydroïdpoliep uit de familie Halopterididae. De poliep komt uit het geslacht Schizotricha. Schizotricha pacificola werd in 1960 voor het eerst wetenschappelijk beschreven door Naumov. 